# Ectima quadripupillata
Ectima quadripupillata är en fjärilsart som beskrevs av Felix Bryk 1953. Ectima quadripupillata ingår i släktet Ectima och familjen praktfjärilar. Inga underarter finns listade i Catalogue of Life.